# Produkt (album)
Produkt – pierwszy w pełni autorski album Olafa Deriglasoffa wydany 26 listopada 2005 przez Polskie Radio. Materiał był nagrywany razem z muzykami zespołu Kości. Miejscem nagrań były: Studio S-4 w Warszawie, Studiu Polskiego Radia im. Osieckiej oraz w Studiu ALKEN, czyli w domu Olafa.

## Lista utworów
1. "Norwegia"
2. "Perełka"
3. "Kosmodres"
4. "Amorte"
5. "Mario, Garwol i ja"
6. "Crack off"
7. "Danka"
8. "Pusty"
9. "Neptun"
10. "Produkt"
11. "Siedzę siedzę"
12. "Morska mila"

## Single
- "Perełka"
- "Kosmodres"
- "Amorte"

## Teledyski
- "Perełka"
- "Kosmodres"
- "Amorte"
- "Morska mila" - umieszczony jako bonus na płycie

## Muzycy
- Olaf Deriglasoff – wokal, gitara basowa
- Mariusz "Mario" Bielski – perkusja
- Wojtek "Gawrol" Garwoliński – gitara